# Patrick St. Esprit
Patrick St. Esprit, né le 18 mai 1954 en Californie, est un acteur américain.

## Biographie
Son premier rôle fut un boxeur dans la série télévisée Police Squad dans l'épisode Ring of Fear (A Dangerous Assignment). Il est actuellement managé par l'agence Justice & Ponder à Los Angeles et Abrams Artists Agency.

## Filmographie

### Cinéma
- 1986 : Fire in the Night : Mike Swanson
- 1987 : Meurtre dans l'objectif : Ned Carson
- 1987 : The Wild Pair : Commando
- 1994 : Les complices : Assassin
- 1995 : Texas Payback : Jimmy
- 1997 : Black Dawn : Capitaine Mcnichols
- 1997 : The Protector : Security Guard
- 2001 : Face Value : Agent Edwards
- 2002 : Nous étions soldats : Le général dans le couloir
- 2003 : King of the Ants : Sgt. Moorse
- 2003 : Lost Treasure : Lieuteniant Mullen
- 2005 : Crash Landing : Pilot Craig
- 2005 : La Main au collier : Marshall
- 2006 : Mi$e à prix : Moustache
- 2006 : Vol 93 : Major Kevin Nasypany
- 2009 : Chain Letter : Dean Jones
- 2010 : Green Zone : Military Intel 2 Star
- 2011 : Demoted : JR Daniels
- 2011 : Super 8 : Weapons Commander
- 2013 : Hunger Games: L'embrasement : Commander Thread
- 2013 : The Last of Robin Hood : Herb Aadland
- 2013 : Torn : Charles
- 2013 : Who the F Is Buddy Applebaum : Sinclair
- 2014 : Le Pari : Tom Michaels
- 2015 : Little Loopers : Judge Thomas
- 2015 : Truth : Le Prix de la vérité : Brig. Gen. Buck Staudt
- 2016 : Independence Day: Resurgence : Secretary of Defense Tanner
- 2016 : The Revenge : Governor Merserve
- 2016 : War Dogs : Capitaine Philip Santos
- 2017 : Big Little Lies : Mayor Bartley
- 2017 : Fast and Furious 8 : DS Allan
- 2018 : Acts of Violence

### Télévision

#### Séries télévisées
- 1982 : La croisière s'amuse
- 1982 : Police Squad : Buddy
- 1985 : K 2000 : Tommy-Lee Burgess
- 1986 : 1st & Ten: The Championship : Jack Crosby
- 1986 : Simon et Simon : Tony Stanton
- 1987 : Le Chevalier lumière : Payne
- 1987 : Les deux font la paire : Foretune
- 1987 : Texas police
- 1988 : She's the Sheriff
- 1989 : La Belle et la Bête : Arvin Cates
- 1989-1991 : Rick Hunter : Jack Colefax / Dino
- 1990 : Matlock : Rick Allen
- 1993 : Les Dessous de Palm Beach : Taylor Elliott
- 1993-2001 : Walker, Texas Ranger : Darby / Lester Rawlins / Jack Garrett /
- 1994 : Docteur Quinn, femme médecin : Carl
- 1994 : Le Rebelle : Kyle Kramer's Henchman
- 1998 : Born Free : Brick
- 1999 : 2267, ultime croisade : Capitaine Ross
- 1999 : Any Day Now
- 1999 : Urgences : Mr. Thorpe
- 1999-2005 : JAG : Col. Bootney / CAG - USS Patrick Henry / Markov
- 2001 : New York Police Blues : James Franklin
- 2002 : Angel : Jenoff
- 2002 : X-Files : Aux frontières du réel : Guard #2
- 2003 : Spy Girls : Dallas Dassi
- 2003 : Tremors : Karl Hartung
- 2003 : Une famille du tonnerre : Special Agent Saunders
- 2004 : Monk : Lody
- 2004 : Preuve à l'appui : Off. Dodd
- 2005 : Eyes : George Sanborn
- 2005 : Les Experts : Miami : Paul Jennings
- 2006 : Sleeper Cell : Erskine
- 2007 : Cold Case : Affaires classées : Porter Rawley - 2007
- 2007 : Desperate Housewives : Detective Berry
- 2007 : Journeyman : Carl Hanson
- 2007-2008 : The Shield : Lester
- 2007-2010 : Saving Grace : Leo Hanadarko
- 2008 : Eleventh Hour : Henry Brooks
- 2008 : Esprits criminels : Sheriff Merrill Dobson
- 2008 : FBI : Portés disparus : Bob Clifford
- 2008 : The Oaks : William
- 2008-2013 : Sons of Anarchy : Elliott Oswald
- 2009 : Mental : Lieutenant Truitt
- 2009 : NCIS : Enquêtes spéciales : Commander Weidman
- 2009 : The Unit : Commando d'élite : Agent Inman
- 2010 : Brothers & Sisters : Bill Stanton
- 2010 : Castle : Special Agent Forrest
- 2010 : Dr House : Keith Tannenbaum
- 2010 : Men of a Certain Age
- 2010 : Mentalist : Frank Lockhardt
- 2010 : The Closer : L.A. enquêtes prioritaires : Caleb Walker
- 2011 : Against the Wall
- 2011 : The Chicago Code : Hugh Killian
- 2011 : The Glades : Tim Ballard
- 2011-2017 : NCIS : Los Angeles : LAPD Lieutenant Roger Bates
- 2012 : Body of Proof : Leonard Waxman
- 2012 : Les Experts : Manhattan : Gerald Branson
- 2012 : Rizzoli and Isles : Detective Artie McMurphy
- 2013 : Les Experts : Sheriff Gardner
- 2013 : Revolution : Wayne Ramsey
- 2013 : Scandal : Peter Foster
- 2013-2014 : Chosen : Henrick
- 2014 : Hawaii 5-0 : Vice Admiral Graham Rhodes
- 2014 : Homeland : Aaron
- 2014 : Scorpion : Capitaine James Pike
- 2015-2016 : Ballers : Dallas Cowboys GM / Hal, Dallas Cowboys GM
- 2015-2016 : Narcos : Major Wysession
- 2016 : Ray Donovan : Randall Dyckman
- 2016 : The Catch : Phillip Thompson
- 2016 : The Last Ship : Witt
- 2016 : TripTank : Swat Officer / Nick / Zargonsia's Father / ...
- 2017 : Incorporated
- 2017 : Jeff & Some Aliens (en) : Nick / Steve the General / Zorgo / ...
- 2017 : Kingdom : Pastor
- 2017-2025: S.W.A.T. : Robert Hicks
- 2018 : Yellowstone : Général Stewart

#### Téléfilms
- 2007 : Bury My Heart at Wounded Knee : Major Walsh
- 2009 : Solving Charlie : Lt. Jamison
- 2010 : Back Nine : Sheriff
- 2012 : Les naufragés du lagon bleu : Jack McMullen
- 2016 : Killing Reagan : Alexander Haig

## Jeux vidéo
- 2013 : Battlefield 4 : Captain Roland Garrison (Voix et Visage)